# Wahlbezirk Österreich ob der Enns 19
Der Wahlbezirk Österreich ob der Enns 19 war ein Wahlkreis für die Wahlen zum Abgeordnetenhaus im österreichischen Kronland Österreich ob der Enns (Oberösterreich). Der Wahlbezirk wurde 1907 mit der Einführung der Reichsratswahlordnung geschaffen und bestand bis zum Zusammenbruch der Habsburgermonarchie.

## Geschichte
Nachdem der Reichsrat im Herbst 1906 das allgemeine, gleiche, geheime und direkte Männerwahlrecht beschlossen hatte, wurde mit 26. Jänner 1907 die große Wahlrechtsreform durch Sanktionierung von Kaiser Franz Joseph I. gültig. Mit der neuen Reichsratswahlordnung schuf man insgesamt 516 Wahlbezirke, wobei mit Ausnahme Galiziens in jedem Wahlbezirk ein Abgeordneter im Zuge der Reichsratswahl gewählt wurde. Der Abgeordnete musste sich dabei im ersten Wahlgang oder in einer Stichwahl mit absoluter Mehrheit durchsetzen. Der Wahlbezirk Österreich ob der Enns 19 umfasste die Gerichtsbezirke Gmunden und Ischl, wobei folgende Gemeinden bzw. Ortschaften vom Wahlbezirk ausgenommen waren bzw. dem Wahlbezirk 5 angehörten:
- die Stadt Gmunden
- von der Gemeinde Bad Ischl der gleichnamige Markt sowie die Ortschaften Kaltenbach, Reiterndorf, Steinbruch und Steinfeld
- von der Gemeinde Ebensee die gleichnamige Ortschaft sowie die Ortschaften Kohlstatt, Oberlangbath, Roith, Trauneck und Unterlangbath

Aus der Reichsratswahl 1907 ging Franz Grafinger (Katholisch-Konservative Partei) im ersten Wahlgang als Sieger hervor. Grafinger konnte sein Mandat bei der Reichsratswahl 1911 erneut im ersten Wahlgang erfolgreich verteidigen. Er verstarb am 19. Oktober 1918.

## Wahlergebnisse

### Reichsratswahl 1907
Die Reichsratswahl 1907 wurde am 14. Mai 1907 (erster Wahlgang) durchgeführt. Eine Stichwahl entfiel auf Grund der absoluten Mehrheit für Grafinger im ersten Wahlgang.
| Kandidat                                                                     | Partei                             | Wahlkreis- stimmen | Stimmen- anteil |
| ---------------------------------------------------------------------------- | ---------------------------------- | ------------------ | --------------- |
| Franz Grafinger                                                              | Katholisch-Konservative Partei     | 6754               | 69,5 %          |
| Josef Gruber                                                                 | Sozialdemokratische Arbeiterpartei | 2008               | 20,7 %          |
| Karl Bockenhuber                                                             | Oberösterreichischer Bauernverein  | 814                | 8,4 %           |
|                                                                              | Sonstige                           | 141                | 1,5 %           |
| Wahlberechtigte: 10586, Ungültige/Leere Stimmen: 75, Wahlbeteiligung: 92,5 % |                                    |                    |                 |

### Reichsratswahl 1911
Die Reichsratswahl 1911 wurde am 13. Juni 1911 (erster Wahlgang) durchgeführt. Die Stichwahl entfiel auf Grund des absoluten Mehrheit von Grafinger im ersten Wahlgang.
| Kandidat                                                                      | Partei                             | Wahlkreis- stimmen | Stimmen- anteil |
| ----------------------------------------------------------------------------- | ---------------------------------- | ------------------ | --------------- |
| Franz Grafinger                                                               | Christlichsoziale Partei           | 6095               | 60,6 %          |
| Georg Loibl                                                                   | Sozialdemokratische Arbeiterpartei | 2353               | 23,4 %          |
| Josef Putz                                                                    | Oberösterreichischer Bauernverein  | 1402               | 13,9 %          |
|                                                                               | Christlichsoziale Partei           | 52                 | 0,5 %           |
|                                                                               | Sonstige                           | 154                | 1,5 %           |
| Wahlberechtigte: 10938, Ungültige/Leere Stimmen: 294, Wahlbeteiligung: 94,6 % |                                    |                    |                 |